# Diéoura
Diéoura è un comune rurale del Mali facente parte del circondario di Diéma, nella regione di Kayes.
Il comune è composto da 5 nuclei abitati:
- Diéoura
- Foulanguédou
- Madina - Bambara
- Niankan
- Tassara